# Plagodis extrema
Plagodis extrema är en fjärilsart som beskrevs av Brett 1936. Plagodis extrema ingår i släktet Plagodis och familjen mätare. Inga underarter finns listade i Catalogue of Life.